# Konrad Beyerle (Ingenieur)
Konrad Karl Matthias Beyerle (* 16. Februar 1900 in Freiburg im Breisgau; † 17. Februar 1979 in Singen (Hohentwiel) oder in Überlingen:19) war ein deutscher Ingenieur und Entwickler. Er meldete zahlreiche Patente an und entwickelte eine für den Dauerbetrieb geeignete Gaszentrifuge zur Isotopentrennung.

## Leben
Beyerles Eltern waren der Rechtswissenschaftler Konrad Beyerle, der im Jahr 1900 Professor an der Albert-Ludwigs-Universität Freiburg wurde, und dessen Ehefrau Bertha geb. Riedle. Er wuchs entsprechend den Berufungen seines Vaters in Breslau (ab 1902), Göttingen (1905), Bonn (1917) und schließlich München (1918) auf.
Beyerle besuchte ab 1919 die Technische Hochschule. Er absolvierte ein Studium der Elektrotechnik, das er 1923 als Dipl.-Ing. abschloss. Seit 1918 war er Mitglied der katholischen Studentenverbindung KDStV Aenania München. Er wechselte dann an die RWTH Aachen, an der er von 1927 bis 1929 assistierte und 1929 zum Dr.-Ing. promoviert wurde.
1929 trat er als Entwicklungsingenieur bei der AEG in Berlin ein, der er bis 1934 angehörte. 1934 heiratete der Katholik Konrad Beyerle Annemarie geb. Bender, mit der er zwei gemeinsame Kinder hatte. Seine Tochter ist Maria-Elisabeth Michel-Beyerle.
Von der AEG trat Beyerle zu der in Kiel ansässigen Firma Anschütz & Co über, deren Entwicklungsabteilung er von 1943 bis 1946 leitete. Anschließend wurde er der erste und einzige Leiter des Göttinger Instituts für Instrumentenkunde, das zunächst der Kaiser-Wilhelm-Gesellschaft, ab 1948 der Max-Planck-Gesellschaft angehörte und 1957 aufgelöst wurde. Danach leitete er die „Gesellschaft zur Förderung der kernphysikalischen Forschung“, aus der 1961 durch Umbenennung die Kernforschungsanlage Jülich entstand. In der Folge war er bis 1965 Leiter des „Zentralinstituts für wissenschaftliche Apparate“ an der Kernforschungsanlage Jülich.
Mit seinem Ruhestand ließ er sich als beratender Ingenieur in Aachen nieder, wo er bereits seit seinem Wechsel nach Jülich wohnte.

## Entwicklungsarbeit

### Drittes Reich
Während der Zeit des Nationalsozialismus wirkte Konrad Beyerle als Leiter der Entwicklungsabteilung des Kreiselkompassfabrikanten „Anschütz & Co.“ an der Entwicklung von Rüstungstechnologien mit. Am 5. August 1941 nahm Wilhelm Groth (1904–1977) – der wie Beyerle an der TH München (1922–1927) studiert hatte – auf der Suche nach einem Konstrukteur, der in der Lage war, nach seinen Ideen eine geeignete Zentrifuge zu bauen, Kontakt zu Beyerle auf. Die Entwicklung und die Fertigung von Ultrazentrifugen (UZ) zur Uran-Anreicherung war Teil des Programms eine „entscheidende Kriegswaffe“, die Atombombe, zu produzieren.:26 Basierend auf Konstruktionsplänen von Beyerle (vorgelegt am 22. Oktober 1941) erfolgten am 7. und 11. August 1942 erste erfolgreiche Versuche,:27 bevor nach einer längeren Testreihe am 10. September 1943 die Versuche mit der Mehrkammerzentrifuge wieder aufgenommen wurden. Schließlich lief die UZ ab 1944 im Dauerbetrieb.
Bereits nach den schweren Luftangriffen auf Hamburg im Juli 1943 entschied Paul Harteck,:29 als Leiter des Ultrazentrifugenprojektes,:19 die Isotopentrennung nach Freiburg zu verlegen, wobei möglicherweise der von dort stammende Beyerle der Ideengeber war.:29 Nach der Zerstörung durch Luftangriffe der Kieler Anlagen der Fa. Anschütz im Juli 1944 beschlossen Harteck und Beyerle dann schließlich auch die weiterentwickelte Doppelzentrifuge UZ III B in einem unter dem Tarnnamen „Angorafarm“ bezeichneten Gebäude in Kandern, südlich Freiburg im Breisgau zu bauen. Hierzu besichtigte Beyerle vom 2. bis 13. August 1944 das dortige Gelände. Die insgesamt zehn in Fertigung befindlichen Zentrifugen sollten in der vom Reichsforschungsrat eingerichteten Forschungsstelle in Kandern unter dem Decknamen „Vollmers Möbelfabrik“ betrieben werden.:33 Der rasche Zusammenbruch der Westfront erzwang im August/September 1944 eine Änderung der Planungen für Freiburg. Beyerle schlug am 9. September 1944 Harteck Schloss Plön als neuen Standort für die Fortführung der Isotopenversuche mit den Zentrifugen UZ 1 und UZ III A vor, letztlich fiel die Entscheidung aber auf Celle (Seidenwerk Spinnhütte). Aufgebaut wurde dort aus Sicherheitsgründen aber nur die UZ III A.:34 f Im November 1944 konnte die UZ III A in Celle wieder montiert werden:39 und es gelang den Betrieb Anfang Februar 1945 wieder aufzunehmen, wobei bis zu 50 Gramm um 15 % angereichertes Uran pro Tag hergestellt wurden. Doch kam es am 12. März 1945 infolge einer Explosion zu schweren Schäden an der Zentrifuge.:45 Das Heranrücken der britischen Truppen stoppte schließlich die Produktion am 12. April 1945. Das bis dahin gewonnene angereicherte Uran blieb verschollen. Eine zweite Ultrazentrifuge, sowie die Bauteile für die weiteren, welche eine Produktion im größeren Maßstab erforderte, waren an einen unbekannten Ort verbracht worden, blieben nach Kriegsende aber ebenso unauffindbar.

### Nachkriegszeit
1946 erhielt Beyerle seitens der britischen Besatzungsbehörde den Auftrag zwei, während des Krieges nicht fertiggestellte Zentrifugen bis zur Produktionsreife aufzubauen. In Verbindung mit diesem Auftrag hatte Großbritannien die Kaiser-Wilhelm-Gesellschaft, ab 1948 Max-Planck-Gesellschaft, zur Gründung des Göttinger Max-Planck-Instituts für Instrumentenkunde durch Beyerle gedrängt.:64 Zum 1. Oktober 1957 wurden Teile des Göttinger Instituts durch Übernahme seitens des Landes Nordrhein-Westfalen nach Aachen verlegt, wo Beyerle nun wiederum in größerer Nähe zu Wilhelm Groth die Weiterentwicklung der Zentrifuge fortsetzte.:264
In Göttingen und in der Folge Aachen baute Beyerle u. a. drei Zentrifugen, die an die Universität von São Paulo geliefert wurden.:64 f Ab Mitte der 1950er Jahre konstruierte er die verbesserten Modelle ZG 3 und ZG 5, die am Institut für Physikalische Chemie der Rheinischen Friedrich-Wilhelms-Universität in Bonn (u. a. Wilhelm Groth) während der 1960er Jahre ausgezeichnete Trennleistungen erzielten. Eine weitere ZG 3 gelangte nach Kiel (Prof. Hans Martin). Infolge der Erklärung des Arbeitsgebiets „Gaszentrifuge“ zum Staatsgeheimnis am 26. August 1960 wurden keine detaillierten Ergebnisse der Forschungen veröffentlicht.:65

## Mitgliedschaften
- Deutsche Physikalische Gesellschaft[3]
- Beratendes Mitglied des CERN in Genf[3]

## Auszeichnungen
- 20. November 1977 „Alfried Krupp von Bohlen und Halbach Preis für Energieforschung“ für seine „Verdienste bei der Entwicklung der Ultrazentrifuge zur Urananreicherung“[7][2]:68 f

## Schriften (Auswahl)
- Ein Beitrag zur Entwicklung des Kathodenoszillographen mit kalter Kathode. In: Archiv für Elektrotechnik. Band 25, 1931, S. 267–276, J. Springer, Berlin 1931, doi:10.1007/BF01657420, zugleich: Dissertation, TH Aachen, 1930.
- mit Wilhelm Groth, Paul Harteck und Johannes Jensen: Über Gaszentrifugen. Anreicherung der Xenon-, Krypton- und der Selen-Isotope nach dem Zentrifugenverfahren (= Monographien zu „Angewandte Chemie“ und „Chemie-Ingenieur-Technik“. Beiheft 59). Verlag Chemie, Weinheim/Bergstraße 1950.